# Sandra Färber

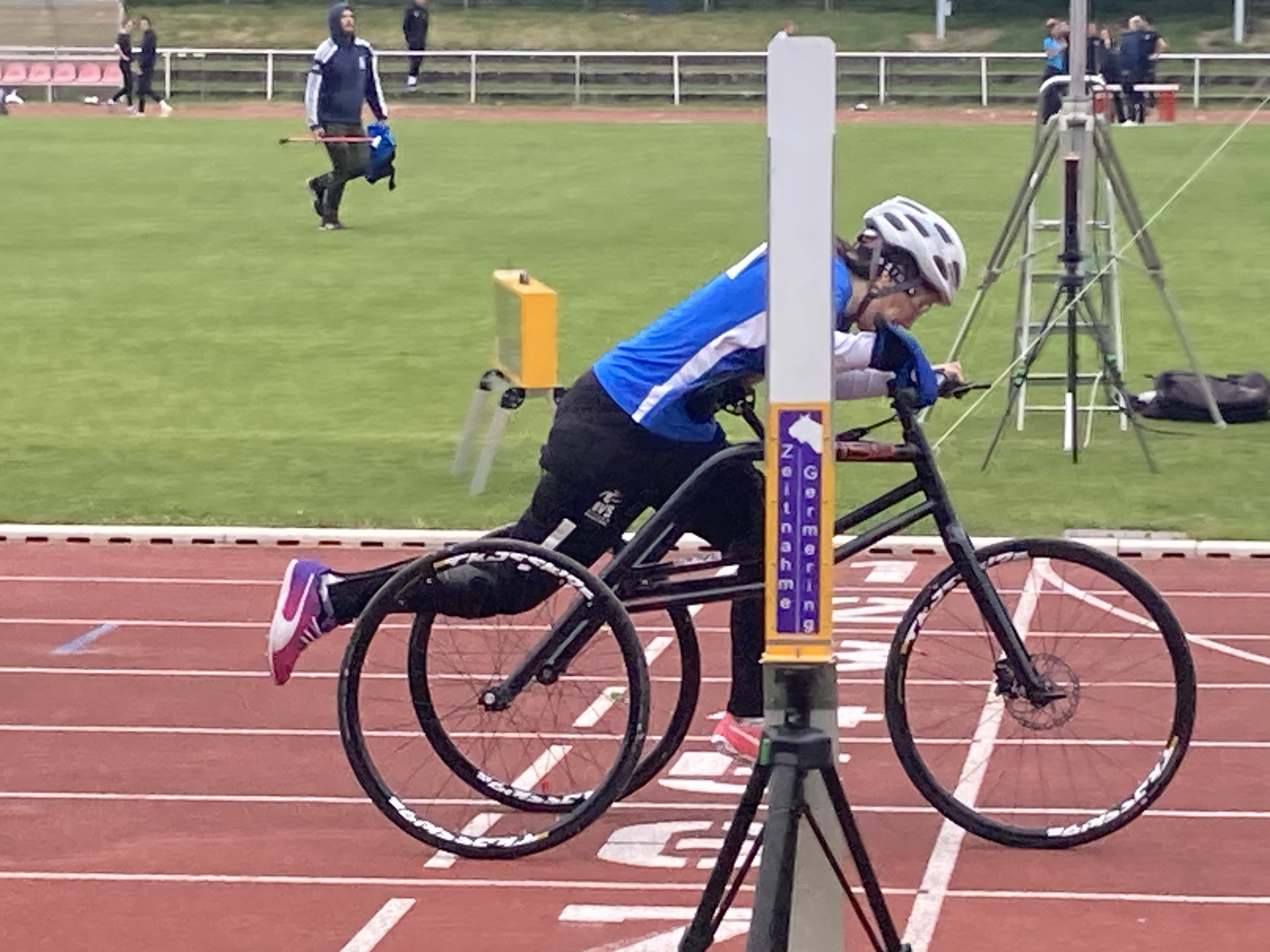
Sandra Färber, Finish 200 m in Regensburg 2025

Sandra Färber (* 24. Januar 1992 in München) ist eine deutsche Para-Leichtathletin der Klasse T72 in der Disziplin Frame Running, und F34 in der Disziplin Kugelstoßen sitzend.

## Leben

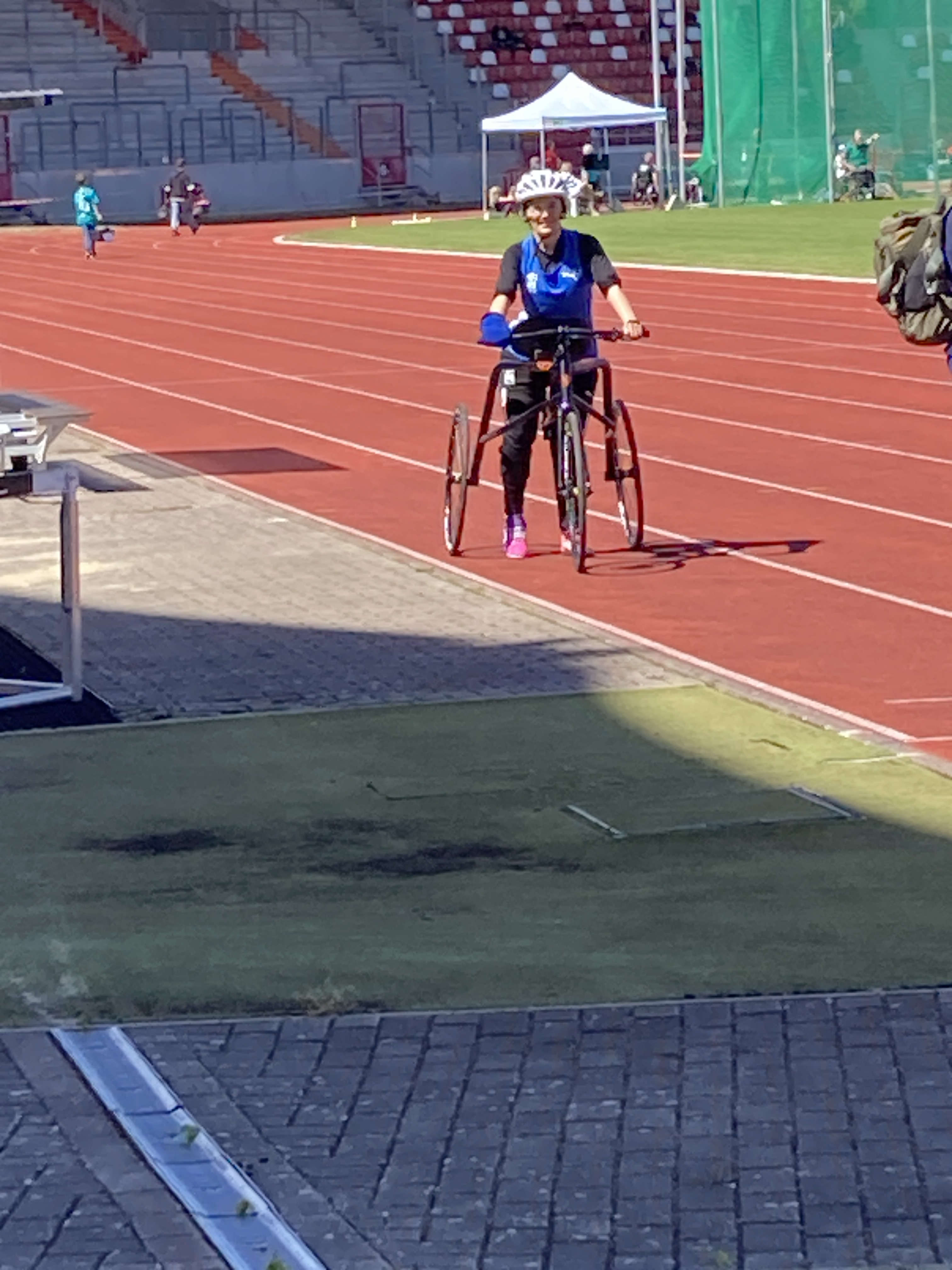
Sandra Färber in Erfurt, Deutsche Meisterschaften 2024, kurz vor dem 200-Meter-Lauf

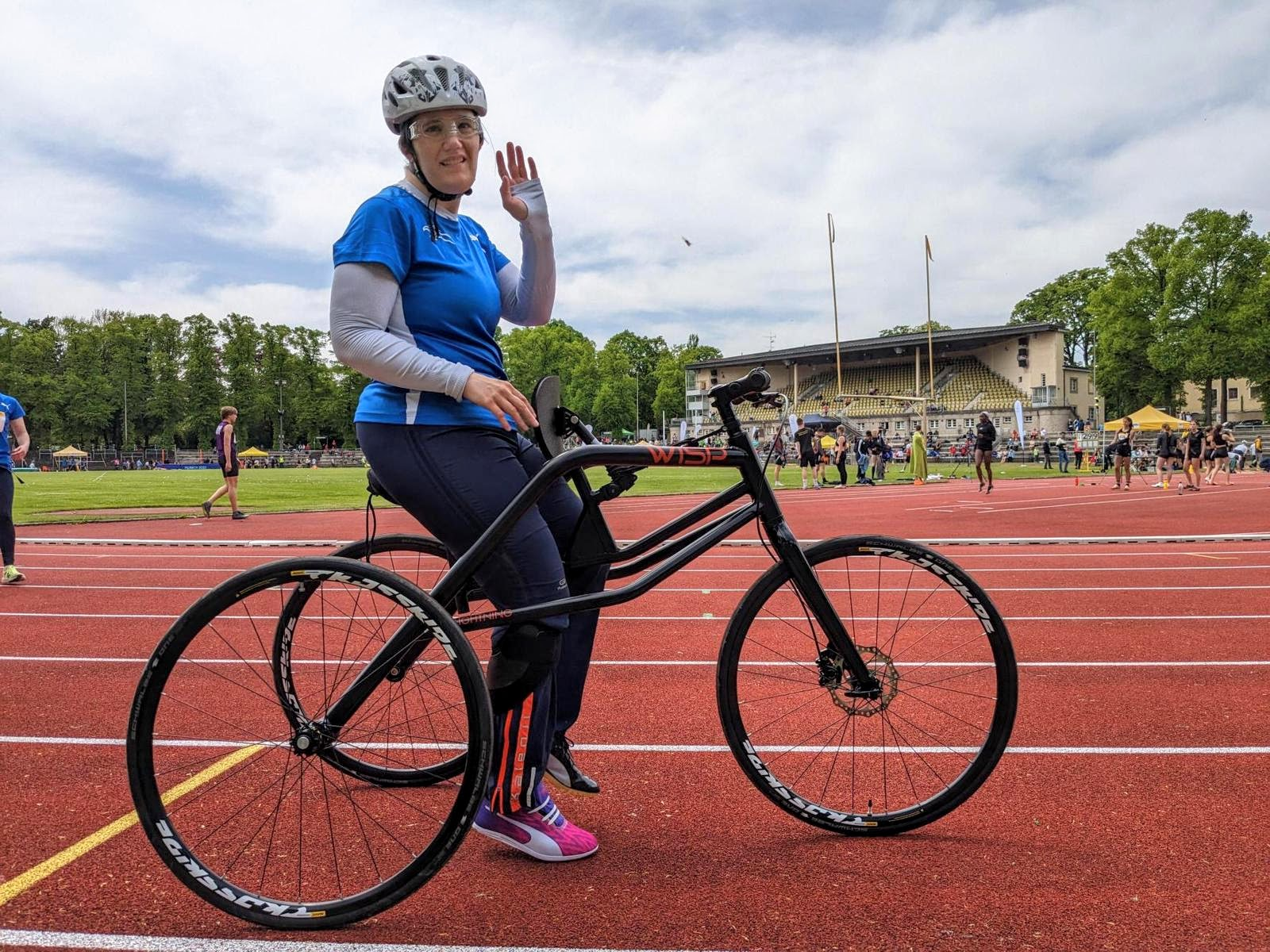
Sandra Färber beim Ludwig-Jall-Sportfest 2023

Sandra Färber wurde in München geboren, verbrachte den größten Teil ihrer Kindheit und Jugend in Wolfratshausen. Heute lebt sie in München-Milbertshofen. Färber ist eine hochfunktionale Autistin. Ab der Mitte des dritten Lebensjahrzehnts manifestierte sich bei ihr eine Bewegungsstörung der rechten Körperhälfte, die eine zunehmende Tendenz hat.

## Karriere
Sandra Färber hatte in ihrer Kindheit und Jugend vielfältige sportliche Interessen. Sie war Mitglied im TuS Geretsried, in der sogenannten Gauklertruppe, erlernte das Laufen auf hohen Stelzen, und später das Einradfahren. Außerdem nahm sie gerne an Stadt- und Volksläufen in den jeweiligen Altersklassen teil. Im Jahr 2004 bei einem Lauf über 2,0 km in Karlsfeld bei München erreichte sie in ihrer Altersklasse (W12) den dritten Platz mit 11:00 Minuten. Später nahm sie auch noch an Benefizläufen teil und erreichte dort Strecken von über 10 km. Hier wurde sie durch zunehmendes Asthma an weiteren Langstreckenläufen gehindert. Ein einjähriger Aufenthalt im Asthmazentrum Berchtesgaden verbesserte ihre Gesundheit, doch sie ist bis heute auf Medikamente angewiesen.
An Frauenfußball entwickelte sie schon früh ein großes Interesse. Neben ihrem grundsätzlichen Interesse und Begeisterung für diesen Sport spielte Färber seit 2018 selbst aktiv in der Frauenmannschaft des TSV Moosach-Hartmannshofen. Die zunehmenden Einschränkungen durch ihre Bewegungsstörung und dem damit einhergehenden Verletzungsrisiko beendete Färber 2022 ihre aktive Spielerlaufbahn, ist dem Verein aber noch immer verbunden.

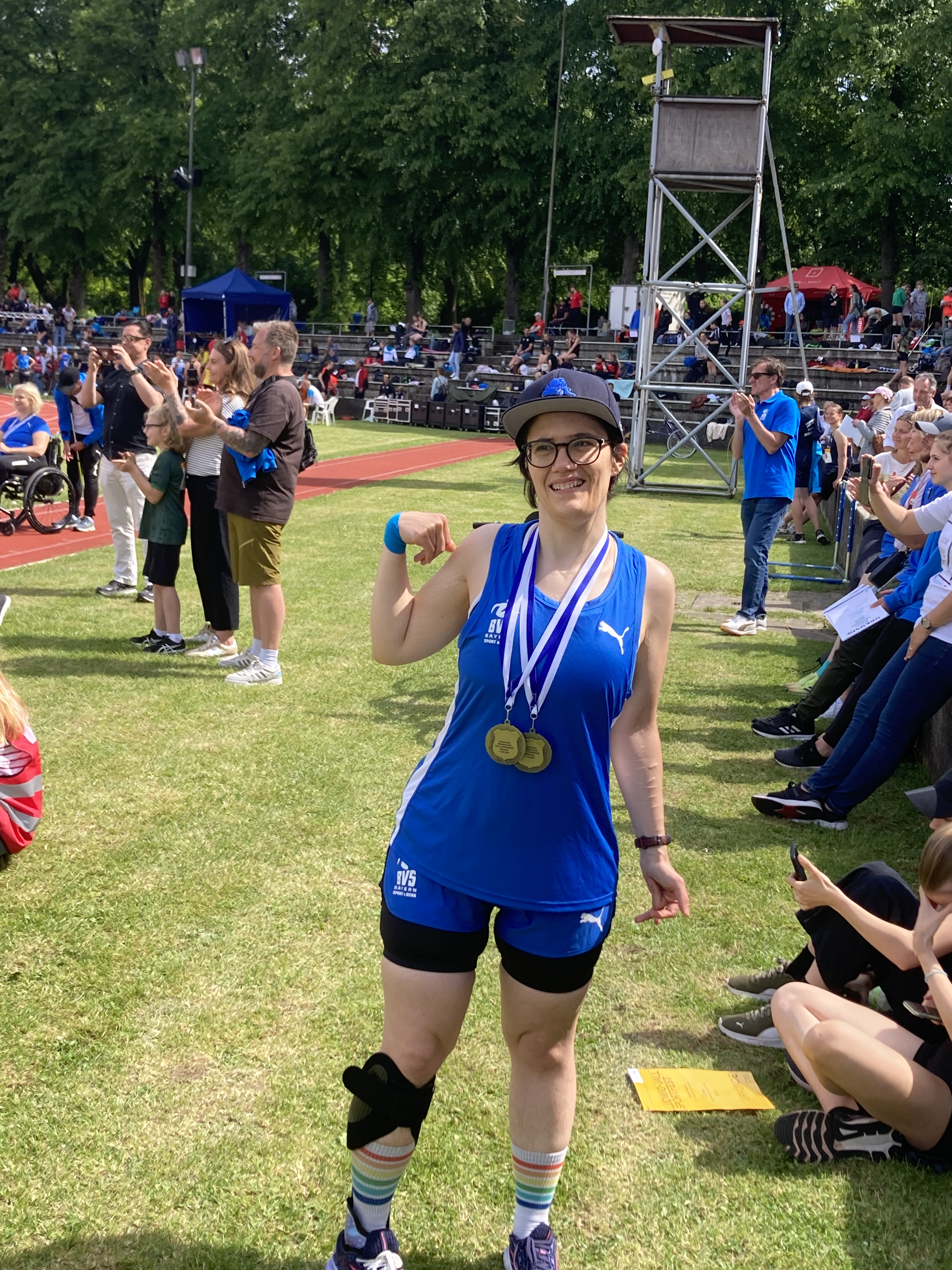
Sandra Färber beim Ludwig-Jall-Sportfest 2024

Färber begann 2021 aktiv mit Para-Leichtathletik im PSV München Team Handicap, zunächst als Läuferin und später im Kugelstoßen stehend. Im Frühjahr 2023 begann Färber mit der Disziplin Frame Running und wurde nach ersten Erfolgen in den Leistungskader des BVS Bayern aufgenommen. Nach der Wettkampfsaison 2024, nahm Färber neben dem weiteren Frame Runner Training, auch das Thema Kugelstoß Training wieder auf. Nach entsprechender Klassifizierung (F34) stößt sie nun von einem Wurfstuhl mit ihrer linken Hand.

## Erfolge
Platzierungen, Titel und Rekorde beziehen sich immer auf die entsprechende Klassifizierung in den Disziplinen:

### Saison 2022
- Teilnahme beim 100-m-Laufwettbewerb mit stehendem Start beim Ludwig-Jall-Sportfest in München (21,24 s)[9]
- Teilnahme beim 100-m-Laufwettbewerb mit stehendem Start bei der Deutschen Para-Leichtathletik Meisterschaft in Regensburg (21,58 s)[10]
- 1. Platz bei den Bayerischen Para Meisterschaften im Kugelstoßen, im Rahmen der Deutschen Para-Leichtathletik Meisterschaft in Regensburg (4,15 m)[10]

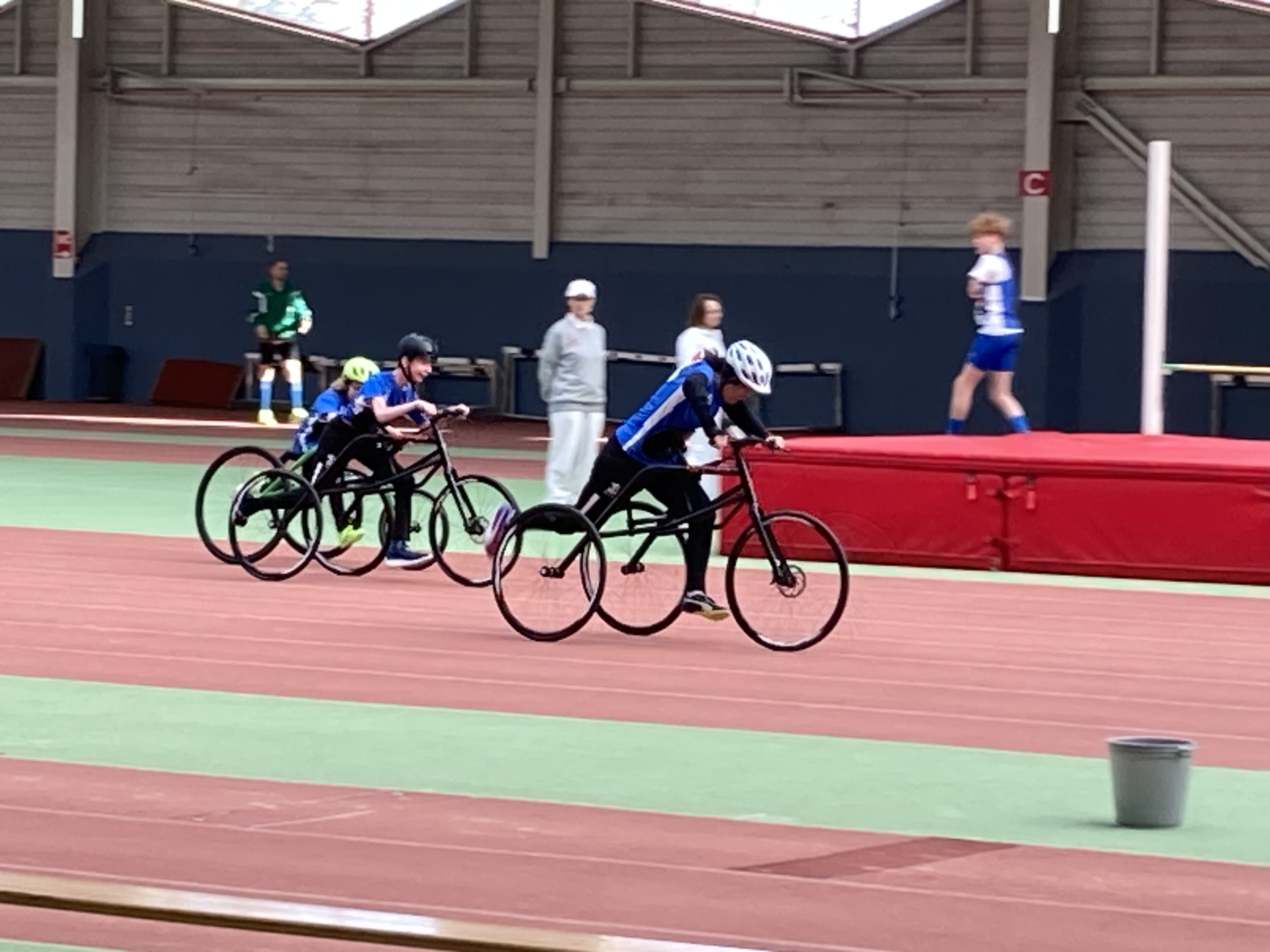
Sandra Färber im Finallauf 60 Meter bei den Intern. Deutschen Hallenmeisterschaften in Erfurt 2024

### Saison 2023
- 1. Platz über 100 m Frame Running beim Ludwig-Jall-Sportfest in München (21,26 s)[9]
- 2. Platz über 400 m Frame Running (Frauen-Männer gemeinsam gewertet) beim Ludwig-Jall-Sportfest in München (98,42 s)[9]
- Teilnahme im Kugelstoßen beim Ludwig-Jall-Sportfest in München (5,16 m)[9]
- 1. Platz über 100 m Frame Running bei der Internationalen Deutsche Meisterschaft (IDM) in der Para Leichtathletik in Singen/Hohentwiel (22,64 s)[11][10]
- 1. Platz über 200 m Frame Running bei der Internationalen Deutschen Meisterschaft (IDM) in der Para Leichtathletik in Singen/Hohentwiel (51,19 s)[11][10]
- 1. Platz über 400 m Frame Running bei der Internationalen Deutschen Meisterschaft (IDM) in der Para Leichtathletik in Singen/Hohentwiel (97,16 s)[11][10]
- 1. Platz über 100 m Frame Running beim Max-Steger-Sportfest in Augsburg (23,44 s)[12]
- 1. Platz über 400 m Frame Running beim Max-Steger-Sportfest in Augsburg (100,29 s)[12]
- Teilnahme über 5000 m beim 20. Monopteros Benefizlauf des Lions Club in München[13], ohne Zeitnahme

### Saison 2024
- 1. Platz über 60 m Frame Running bei der Internationalen Dt. Hallenmeisterschaft[14] in Erfurt (13,8 s)[15]
- 1. Platz über 100 m Frame Running beim Ludwig-Jall-Sportfest[16] in München (20,02 s)[9]
- 1. Platz über 400 m Frame Running beim Ludwig-Jall-Sportfest in München (79,18 s – Deutscher Rekord)[9]
- 1. Platz über 100 m Frame Running bei den Deutschen Para-Leichtathletik-Meisterschaften in Erfurt[17] im Vorlauf (20,01 s)[18]
- 1. Platz über 100 m Frame Running bei den Deutschen Para-Leichtathletik-Meisterschaften in Erfurt im Finallauf (20,58 s)[18]
- 1. Platz über 200 m Frame Running bei den Deutschen Para-Leichtathletik-Meisterschaften in Erfurt (39,67 s)[18]
- 1. Platz über 100 m Frame Running beim inklusiven Rolf–Watter–Sportfest in Regensburg[19] (19,78 s)[9]
- 1. Platz über 200 m Frame Running beim inklusiven Rolf–Watter–Sportfest in Regensburg[19] (38,81 s)[9]
- 1. Platz über 100 m Frame Running beim inklusiven Max-Steger-Sportfest[20] (20,44 s)[21][22]
- 1. Platz über 400 m Frame Running beim inklusiven Max-Steger-Sportfest[20] (79,46 s)[21][22]
- Teilnahme über 5000 m beim 21. Monopteros Benefizlauf des Lions Club in München[23], (27:11,43 inoffizielle Messung)

### Saison 2025
- 1. Platz über 100 m Frame Running beim inklusiven Rolf–Watter–Sportfest in Regensburg[24] (19,77 s)[9]
- 1. Platz über 200 m Frame Running beim inklusiven Rolf–Watter–Sportfest in Regensburg[24] (40,47 s)[9]
- 1. Platz über 100 m Frame Running beim Ludwig-Jall-Sportfest[25] in München (19,11 s – Deutscher Rekord)[9][26]
- 1. Platz über 400 m Frame Running beim Ludwig-Jall-Sportfest in München (81,97 s)[9][26]
- 1. Platz (F34) im Rahmen Bayerische Meisterschaft Para Leichtathletik.12. Platz Kugelstoßen in der gemeinsamen Wertung von Para- und Nicht-Para Athletinnen beim Ludwig-Jall-Sportfest in München (4,02 m)[9][26]
- 1. Platz über 100 m Frame Running  bei den Deutsche Freiluftmeisterschaften Para Leichtathletik in Leichlingen NRW[27][28](19,8 s)[29]
- 1. Platz über 200 m Frame Running  bei den Deutsche Freiluftmeisterschaften Para Leichtathletik in Leichlingen NRW (40,6 s)[29]
- 3. Platz beim Kugelstoßen sitzend bei den Deutsche Freiluftmeisterschaften Para Leichtathletik in Leichlingen NRW (3,94 m)[29]
- 1. Platz über 100 m Frame Running beim inklusiven Max-Steger-Sportfest (19,28 s)[30]
- 1. Platz über 400 m Frame Running beim inklusiven Max-Steger-Sportfest (82,81 s)[31]